# It's a Shame About Ray
Albums de The Lemonheads
Lovey
(1990) Come On Feel the Lemonheads
(1993)
It's a Shame About Ray est un album de The Lemonheads, sorti en 1992.

## L'album
Le titre éponyme est un succès international, Pitchfork le classe à la 138e place des 200 meilleurs titres des années 1990. La reprise à succès de Mrs. Robinson de Simon and Garfunkel, enregistrée en trois heures à Berlin à la demande d'une société rééditant Le Lauréat et diffusée en boucle sur MTV et à la radio, est incluse à la hâte à l'album, ce qui relance l’intérêt envers celui-ci . L'album atteint la 68e place du Billboard 200 (1993) et la 3e selon Heatseekers. Il fait partie des 1001 albums qu'il faut avoir écoutés dans sa vie.

### Titres
Tous les titres sont de Evan Dando, sauf mention.
1. Rockin Stroll (1:47)
2. Confetti (2:44)
3. It's a Shame About Ray (Evan Dando, Tom Morgan) (3:06)
4. Rudderless (3:19)
5. My Drug Buddy (2:51)
6. The Turnpike Down (2:33)
7. Bit Part (Evan Dando, Tom Morgan) (1:51)
8. Alison's Starting to Happen (1:59)
9. Hannah & Gabi (2:40)
10. Kitchen (Nic Dalton) (2:55)
11. Ceiling Fan in My Spoon (1:48)
12. Frank Mills (Galt MacDermot, James Rado, Gerome Ragni) (1:44)
13. Mrs. Robinson (Paul Simon) (3:43)

### Musiciens
- Evan Dando : guitare, voix
- Juliana Hatfield : basse, voix
- David Ryan : batterie
- Jeff Baxter : guitare